# Bitwa pod Entrames

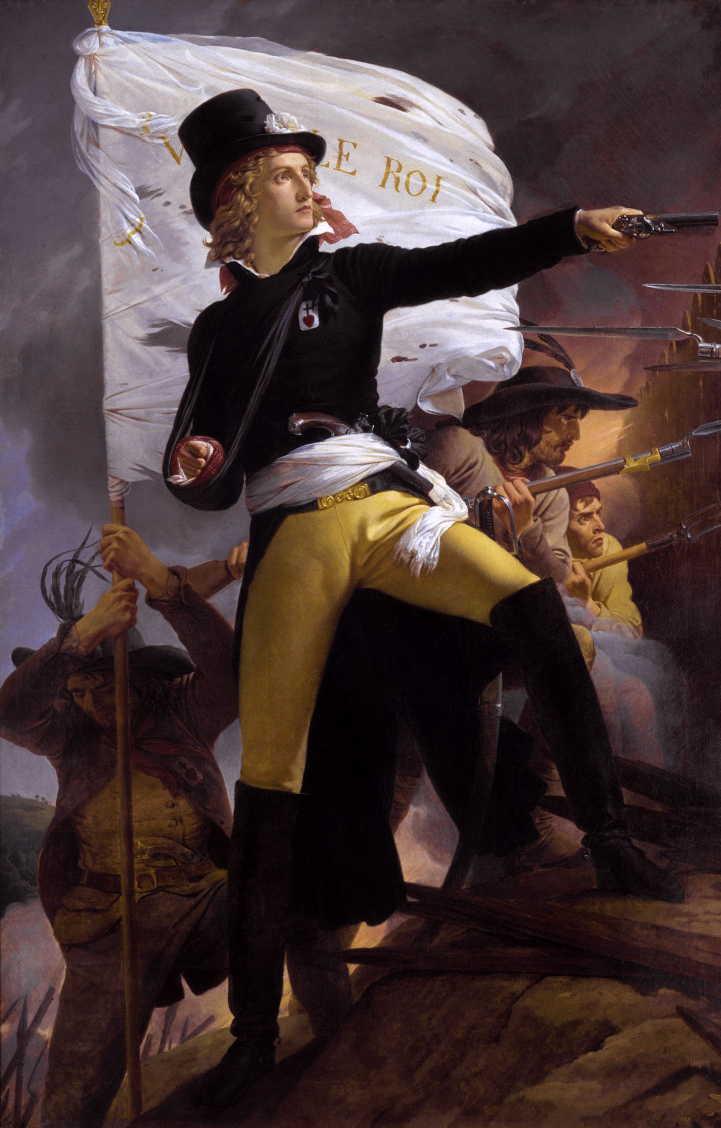
Dowódcą rojalistów był zaledwie 21-letni markiz Henri de Rochejacquelin

Bitwa pod Entrames – starcie zbrojne, które miało miejsce 27 października 1793. Była to bitwa powstańców wandejskich, szuanerii i Wielkiej Armii Katolickiej i Królewskiej z ich rewolucyjnym wrogiem.

## Przed bitwą
Armia powstańców Wandejskich, po porażce pod Virée de Galerne pod zaledwie 21-letnim markizem de Rochejacquelin, pragnąc odzyskać inicjatywę, rozpoczęła marsz na Paryż przez Laval i le Mans.
Obie armie spotkały się niedaleko Laval i Artain. Oddziały były tak blisko siebie, że jak mówią zapiski "niektórzy żołnierze mogli spojrzeć sobie w oczy".

## Bitwa
Republikanie szli powoli, co jakiś czas strzelając. Rojaliści puścili do przodu kawalerzystów, a na skrzydłach strzelała piechota. Równocześnie wydzielony oddział konny zrobił koło i zaatakował działa rewolucjonistów, wycinając ich obsługę w pień. Widząc to Westermann rzucił swoją konnicę na buszujących na swoich tyłach rojalistów. Wykorzystała to królewska piechota, która strzelała do uciekających w popłochu rekrutów wroga, prąc do przodu, by dowódca wroga nie zdążył przerzucić reszty piechoty do ustawienia czworoboku. Część rewolucjonistów ustawiła czworobok mimo rozkazu odwrotu wydanego przez Westermanna, który wiedział, że jeśli konnica wroga wedrze się do czworoboku, będzie zgubiony, a rojaliści nie darują mu jego zbrodni. Czworobok zdążył już zadać niemałe straty siłom młodego markiza de Rochejacquelin, kiedy kawaleria z jednej strony i piechota z drugiej wzięły go w kleszcze. Rojaliści wygrali bitwę.
Rojaliści zdobyli amunicję i działa, do niewoli dostało się 400 wrogów, z których 340 zostało zabitych po sądach wojennych. Rojaliści mogli kontynuować marsz, jednak rewolucjoniści chcieli pokrzyżować szyki wandejczykom i szuanom i już 5 dni później doszło do bitwy pod Fougères, gdzie młody dowódca rojalistów stanął przeciw generałowi Brière.